# Hesychios von Milet
Hesychios von Milet war ein spätantiker Geschichtsschreiber, der im 6. Jahrhundert lebte.
Hesychios stammte aus Milet in Kleinasien, sein Vater hieß ebenfalls Hesychios, seine Mutter Philosophia. Es ist unklar, ob Hesychios Christ war oder nicht; in der Forschung sind beide Annahmen anzutreffen. Hesychios, der den hohen Rangtitel eines vir illustris trug und demnach zur senatorischen Reichselite Ostroms zählte, war literarisch recht aktiv; seine drei Werke waren in altgriechischer Sprache abgefasst und sind nur fragmentarisch erhalten.
Hesychios schilderte in seiner Weltgeschichte (der Titel wird von dem mittelbyzantinischen Lexikon Suda und dem byzantinischen Gelehrten Photios unterschiedlich angegeben) in sechs Abschnitten die Zeit vom sagenhaften assyrischen König Belos bis zum Tode des Kaisers Anastasios (518). Das erste Buch endete mit dem Fall Trojas, das zweite mit der Gründung Roms. Ab dem dritten Buch scheint sich Hesychios auf die römische Geschichte konzentriert zu haben. So schilderte Buch 3 die römische Königszeit, Buch 4 die Zeit der Republik bis Gaius Iulius Caesar, Buch 5 die Kaiserzeit bis zur Gründung von Konstantinopel 330 und Buch 6 schließlich die Zeit von Konstantin bis Anastasios. Die Darstellung muss sehr knapp gewesen sein. Photios, dem die Werke des Hesychios noch vorlagen, bemerkte, dass Diodor wesentlich ausführlicher sei, lobte aber den Stil des Hesychios.
Hesychios schrieb auch ein klassizistisches zeitgeschichtliches Werk, das die Herrschaft des Kaisers Justin und die ersten Jahre Justinians umfasste, uns aber nur durch Auszüge bei Photios bekannt ist. Nach dessen Aussage war es eher knapp, aber elegant abgefasst. Schließlich verfasste Hesychios ein reichhaltiges und bedeutendes literaturgeschichtliches Lexikon (Onomatologos), das Biographien griechischer Schriftsteller enthielt und nach Literaturgattungen geordnet war. Es wurde später von einem Bearbeiter gekürzt und umgearbeitet. In der Suda wurde Hesychios wahrscheinlich öfters als Quelle herangezogen, allerdings wohl in Form einer Epitome. Eventuell benutzte Hesychios als eine Quelle die verlorene Chronik des Helikonios von Byzanz.
Die historischen Fragmente sind gesammelt in Die Fragmente der griechischen Historiker (Nr. 390) bzw. in Brill’s New Jacoby (dort mit englischer Übersetzung und Kommentar von Anthony Kaldellis).